# Référendum constitutionnel russe de 1993
Le référendum constitutionnel russe de 1993 a lieu le 12 décembre 1993 afin de permettre à la population russe de se prononcer sur l'adoption d'une nouvelle constitution.
La constitution est approuvée par 58,43 % des suffrages exprimés, avec une participation de 54,81 %, qui franchit donc le quorum de 50 % exigé. La nouvelle constitution entre par conséquent en vigueur le jour même.

## Contexte
Depuis 1992, le président Boris Eltsine faisait valoir que la Constitution de 1978 était obsolète et devait être remplacée. Il a appelé à une nouvelle constitution qui accorderait plus de pouvoirs au président. Deux projets concurrents d'une nouvelle constitution ont été établis par le gouvernement et le Congrès des députés du peuple. L'échec à parvenir à un compromis a conduit Eltsine à dissoudre le Congrès des députés du peuple en septembre 1993, ce qui a conduit à une crise constitutionnelle.
Eltsine a alors convoqué une Assemblée constitutionnelle qui était favorable à ses vues. L'Assemblée a par la suite rédigé une constitution qui prévoyait une présidence forte, et a été publiée le 11 novembre 1993.

## Résultat
| Choix                     | Votes       | %      |  |
| ------------------------- | ----------- | ------ |  |
| Pour                      | 32 937 630  | 58,43  |  |
| Contre                    | 23 431 333  | 41,57  |  |
|                           |             |        |  |
| Votes valides             | 56 368 963  | 96,87  |  |
| Votes blancs et invalides | 460 883     | 3,13   |  |
| Total                     | 58 187 755  | 100    |  |
| Abstention                | 47 983 080  | 45,19  |  |
| Inscrits/Participation    | 106 170 835 | 54,81  |  |
| Quorum de participation   | ✔ 50 %      | ✔ 50 % |  |

## Contestation des résultats
Une commission d'experts, affirmant avoir travaillé à la demande la présidence russe, mirent en doute les résultats du référendum, selon Le Monde. Celle-ci publia ses résultats à la suite d'interrogations par un certain nombre d'observateurs « sur la diminution surprenante du nombre des inscrits, conjuguée à une tout aussi surprenante augmentation de celui des votants, notamment dans les dernières heures de la journée ».
Selon cette commission, la participation des électeurs à la consultation aurait été « de 46,1% et non de 54,8% (une participation d'au moins 50% était nécessaire pour que la Constitution soit adoptée). ». Cette commission a « aussi fait état de bourrage d'urnes, de pressions exercées sur des électeurs et de manipulations de listes. ».
D'après un officiel du gouvernement russe, les conclusions de la commission d'experts aurait été une « provocation montée par l'opposition », et que celle-ci n'avait « rien à voir avec l'administration présidentielle ».